# Нособ
Нособ (англ. Nossob River) — сухое речное русло на востоке Намибии, юго-западе Ботсваны и севере ЮАР. Имеет длину около 740 км. Последний раз заполнялось водой в 1989 году. Частичное заполнение было зафиксировано в 2011 году в районе намибийского поселения Леонардвиль. Нособ берёт начало от слияния двух верховий, рек Сварт-Нособ и Вит-Нособ (что означает «чёрный» и «белый» Нособ соответственно), в 80 км к югу от города Гобабис. Обе эти реки, в свою очередь, начинаются на восточных склонах горного хребта Отджихавера к востоку от Виндхука. Течёт преимущественно в юго-восточном направлении. Покидая территорию Намибии, Нособ формирует участок границы между Ботсваной и ЮАР. Русло впадает в реку Молопо, которая в свою очередь является притоком реки Оранжевая, на высоте 890 м над уровнем моря.
Есть данные, что река заполняется водой на короткий период примерно раз в столетие после большой грозы. Тогда все животные в округе реки в Калахари стекаются на водопой. Несмотря на отсутствие поверхностного водотока, вода Нособа протекает под землёй, обеспечивая жизнь для травянистых растений и деревьев вида Acacia erioloba, растущих непосредственно в русле. В Ботсване русло проходит через территорию национального парка Гемсбок.